# Seznam vítězů ženské dvouhry na MS ve stolním tenise
Seznam vítězů ženské dvouhry na MS ve stolním tenise uvádí přehled žen, které získaly medaile ve dvouhře na Mistrovstvích světa ve stolním tenise.

## Ženská dvouhra
Mistrovství světa ve stolním tenisu se hraje od roku 1926 každé dva roky, do té doby každý rok s přestávkou v době druhé světové války.
V roce 2004 se od mistrovství světa oddělilo mistrovství světa družstev, které se nadále má konat v sudých letech (tj. střídavě s klasickým mistrovstvím světa jednotlivců a dvojic).
| Rok a místo         | Zlato                              | Stříbro                      | Bronz                                     |
| ------------------- | ---------------------------------- | ---------------------------- | ----------------------------------------- |
| MS 1926 Londýn      | Mária Mednyánszky                  | Doris Evans-Gubbins          | Jabloinka Masivna Winifred Land           |
| MS 1928 Stockholm   | Mária Mednyánszky                  | Erika Metzger                | Doris Evans-Gubbins Joan Ingram           |
| MS 1929 Budapešť    | Mária Mednyánszky                  | Trude Wildam                 | Anna Sipos Magda Gal                      |
| MS 1930 Berlín      | Mária Mednyánszky                  | Anna Sipos                   | Josefine Kolbe Trude Wildam               |
| MS 1931 Budapešť    | Mária Mednyánszky                  | Mona Müller-Rüster           | Anna Sipos Magda Gal                      |
| MS 1932 Praha       | Anna Sipos                         | Mária Mednyánszky            | Marie Smidová-Masaková Magda Gal          |
| MS 1933 Baden       | Anna Sipos                         | Mária Mednyánszky            | Astrid Horn-Hobohm-Krebsbach Magda Gal    |
| MS 1934 Paříž       | Marie Kettnerová                   | Astrid Horn-Hobohm-Krebsbach | Dora Emdin Magda Gal                      |
| MS 1935 Londýn      | Marie Kettnerová                   | Magda Gal                    | Marcelle Delacour Marie Smidová-Masaková  |
| MS 1936 Praha       | Ruth Hughes Aarons                 | Astrid Horn-Hobohm-Krebsbach | Marie Kettnerová Marie Smidová-Masaková   |
| MS 1937 Baden       | Ruth Hughes Aarons Gertrude Pritzi | -                            | Marie Kettnerová Hilde Bussman            |
| MS 1938 Londýn      | Gertrude Pritzi                    | Vlasta Depetrisová           | Betty Henry Vera Votrubcová               |
| MS 1939 Káhira      | Vlasta Depetrisová                 | Trude Pritzi                 | Marie Kettnerová Samiha Naihi             |
| MS 1947 Paříž       | Gizella Lantos-Gervai-Farkas       | Elizabeth Blackbourn         | Trude Pritzi Vera Thomas-Dace             |
| MS 1948 Londýn      | Gizella Lantos-Gervai-Farkas       | Vera Thomas-Dace             | Vlasta Depetrisová Angelica Rozeanuová    |
| MS 1949 Stockholm   | Gizella Lantos-Gervai-Farkas       | Kveta Hrusková               | Trude Pritzi Thelma Thall                 |
| MS 1950 Budapešť    | Angelica Rozeanuová                | Gizella Lantos-Gervai-Farkas | Sari Szasz-Kolosvary Rozsi Karpati        |
| MS 1951 Vídeň       | Angelica Rozeanuová                | Gizella Lantos-Gervai-Farkas | Leah Neuberger-Thall Gertrude Pritzi      |
| MS 1952 Bombaj      | Angelica Rozeanuová                | Gizella Lantos-Gervai-Farkas | Rosalind Rowe Ermelinde Rumpler-Wertl     |
| MS 1953 Bukurešť    | Angelica Rozeanuová                | Gizella Lantos-Gervai-Farkas | Rosalind Rowe Diane Scholer-Rowe          |
| MS 1954 Londýn      | Angelica Rozeanuová                | Yoshiko Tanaka               | Fujie Eguchi Eva Földi-Koczian            |
| MS 1955 Utrecht     | Angelica Rozeanuová                | Ermelinde Rumpler-Wertl      | Kiiko Watanabe Eva Földi-Koczian          |
| MS 1956 Tokio       | Tommie Okada-Okawa                 | Kiiko Watanabe               | Ella Constantinescu-Zeller Fujie Eguchi   |
| MS 1957 Stockholm   | Toshiaki Tanaka                    | Ann Haydonová                | Ella Constantinescu-Zeller Kiiko Watanabe |
| MS 1959 Dortmund    | Kmiyo Matsuzaki                    | Fujie Eguchi                 | Qiu Zhonghui Eva Földi-Koczian            |
| MS 1961 Peking      | Qiu Zhonghui                       | Eva Földi-Koczian            | Kmiyo Matsuzaki Wang Jian                 |
| MS 1963 Praha       | Kimiyo Matsuzaki                   | Maria Alexandru-Golopenta    | Ella Constantinescu-Zeller Sun Meiying    |
| MS 1965 Ljubljana   | Naoko Fukazu                       | Lin Huiqing                  | Li Li Noriko Yamanaka                     |
| MS 1967 Stockholm   | Sachiko Morisawa                   | Naoko Fukazu                 | Zoja Rudnowa Noriko Yamanaka              |
| MS 1969 Mnichov     | Toshiko Kowada                     | Gabriel Geissler             | Maria Alexandru-Golopenta Miho Hamada     |
| MS 1971 Nagoja      | Lin Huiqing                        | Zheng Minzhi                 | Li Li Ilona Voštová-Motlíková             |
| MS 1973 Sarajevo    | Hu Yulan                           | Alice Grofová-Chaldková      | Zhang Li Park Mi-Ra                       |
| MS 1975 Kalkata     | Yung Sun-Pak                       | Zhang Li                     | Ge Xinai Tatiana Ferdman                  |
| MS 1977 Birmingham  | Yung Sun-Pak                       | Zhang Li                     | Ge Xinai Zhang Deying                     |
| MS 1979 Pchjongjang | Ge Xinai                           | Song Suk-Li                  | Tong Ling Zhang Deying                    |
| MS 1981 Novi Sad    | Tong Ling                          | Cao Yanhua                   | Lee Soo-Ja Zhang Deying                   |
| MS 1983 Tokio       | Cao Yanhua                         | Yang Young-Ja                | Huang Junqun Qi Baoxiang                  |
| MS 1985 Göteborg    | Cao Yanhua                         | Geng Lijuan                  | Qi Baoxiang Dai Lili                      |
| MS 1987 Nowe Delhi  | He Zhili                           | Yang Young-Ja                | Guan Jianhua Dai Lili                     |
| MS 1989 Dortmund    | Qiao Hong                          | Li Bun-Hui                   | Hyun Jung-Hwa Chen Jing                   |
| MS 1991 Chiba       | Teng Ja-pching                     | Li Bun-Hui                   | Chan Tanlui Qiao Hong                     |
| MS 1993 Göteborg    | Hyun Jung-Hwa                      | Chen Jing                    | Otilla Badescu Gao Junchang               |
| MS 1995 Tchien-ťin  | Teng Ja-pching                     | Qiao Hong                    | Liu Wei Qiao Yunping                      |
| MS 1997 Manchester  | Teng Ja-pching                     | Wang Nan                     | Li Ju Wu Na                               |
| MS 1999 Eindhoven   | Wang Nan                           | Čang I-ning                  | Li Nan Ryu Ji-Hae                         |
| MS 2001 Ósaka       | Wang Nan                           | Lin Ling                     | Kim Yun-Mi Čang I-ning                    |
| MS 2003 Paříž       | Wang Nan                           | Čang I-ning                  | Tamara Boros Li Ju                        |
| MS 2005 Šanghaj     | Čang I-ning                        | Kuo Jen                      | Kuo Jüe Lin Ling                          |
| MS 2007 Zábřeh      | Kuo Jüe                            | Li Siao-sia                  | Čang I-ning Kuo Jen                       |
| MS 2009 Jokohama    | Čang I-ning                        | Kuo Jüe                      | Liou Š'-wen Li Siao-sia                   |
| MS 2011 Rotterdam   | Ting Ning                          | Li Siao-sia                  | Liou Š'-wen Kuo Jüe                       |
| MS 2013 Paříž       | Li Siao-sia                        | Liou Š'-wen                  | Ting Ning Zhu Yuling                      |
| MS 2015 Suzhou      | Ting Ning                          | Liu Shiwen                   | Mu Zi Li Siao-sia                         |
| MS 2017 Düsseldorf  | Ting Ning                          | Zhu Yuling                   | Miu Hirano Liu Shiwen                     |